# أمصيا
أمصيا ملك يهوذا (باليونانية: αμασιας)‏، (باللاتينية: Amasias)‏، هو ملك يهوذا من 796 إلى 767 ق م، وابن يوآش ملك يهوذا، وهو والد عزيا ملك يهوذا من بعده. تولى العرش في سن ال 25 النيابة عن أبيه المريض، ثم اعتلى العرش بعد اغتيال أبيه، وقد اغتال من قتلوا أباه ولكنه عفا عن أولادهم، وملك لمدة 29 سنة. يعتبره الكتاب المقدس العبري ملكًا صالحًا مع بعض التردد. تم الإشادة به لقتله قتلة والده فقط وتجنيب أطفالهم كما تمليه شريعة موسى.
استأجر مائة ألف من جنود إسرائيل ليذهبوا معه في حملة على آدوم، ولكنه صرفهم بناء على أمر واحد من الكهنة، وأخذ معه قوات يهوذا فقط. وهزم الإدوميين في وادي الملح وأخذ سالع عاصمتهم، ولكنه أحضر معه في عودته أوثان إدوم وأقامها آلهة له. أما الإسرائيليون الذين كان صرفهم فنهبوا مدن يهوذا الواقعة شمال بيت حورون. فحارب أميصا إسرائيل ولكنه انهزم في بيت شمس وأخذ أسيرًا. وهدم يوآش ملك إسرائيل جزءًا من سور أورشليم وأخذ الخزائن وبعض الرهائن معه إلى السامرة. ثم حدثت موآمرة على أمصيا في أورشليم، وهرب إلى لخيش وقتلوا أمصيا هناك.